# Крашенинников, Ипполит Михайлович
Ипполи́т Миха́йлович Крашени́нников (19 сентября [1 октября] 1884, Челябинск, Оренбургская губерния — 27 октября 1947, Ленинград) — российский и советский ботаник и фитогеограф, доктор биологических наук (1934), профессор (1939).

## Биография
Ипполит Крашенинников родился 19 сентября (1 октября) 1884 года в купеческой семье в городе Челябинске Челябинского уезда Оренбургской губернии, ныне город — административный центр Челябинской области. В семье Михаила Николаевича Крашенинникова было четверо сыновей и три дочери. С 6 (19) мая 1913 года — потомственный почётный гражданин.
С 1902 года участвовал с сестрой Верой в экспедициях по Южному Уралу, изучал растительность края. Результаты исследований обобщил и опубликовал. Проявлял интерес к этнографии и фольклористике, в 1904 году опубликовал собранные им в посёлке Сосновка Челябинского уезда казачьи песни и духовные стихи. В 1905 году Московским обществом любителей естествознания, антропологии и этнографии командирован для исследания озёр Зауралья.
Окончив Московское реальное училище в 1905 году, поступил поступил на химическое отделение Московского высшего технического института. В 1908 году перевёлся на естественное отделение физико-математического факультета Императорского Московского университета, которое окончил в 1914 году по специальности «геология». В 1916 году получил диплом 1-й степени. В 1909 году исследовал бассейн Аргуни.
С июня 1914 года, на протяжении 5 лет работал в Ботаническом саду им. Петра Великого в Петрограде. За время работы в Ботаническом саду совершил ряд экспедиций: 1914 год — Тургайская область; 1915 год — низовья реки Амударьи; 1916—1917 годы — Южный Урал (Оренбургская и Уфимская губернии); 1918—1921, 1923 годы — низовья реки Дона (исследование лугов). В 1919—1920 годах был ассистентом в Донском политехническом институте. В 1920—1921 годах преподавал в Новочеркасском учительском институте.
Переехал в Ленинград, став работником Главного ботанического института. В 1921—1928 годах преподавал в Ленинградском географическом институте, с 15 мая 1925 года — географический факультет Ленинградского государственного университета. В 1928—1931 годах по совместительству, работал также почвоведом Почвенного института имени В. В. Докучаева Академии наук СССР. Совершил ряд экспедиций: 1924 год — Малая Кабарда и Моздокские степи; 1925 год — Монгольская Народная Республика; 1926 г. — Казахстан (бассейн реки Эмбы, северный Устюрт, Мангышлак); 1927 год — Казахстан (Мугоджары и притоки реки Иргиза); 1928—1931 годы — Башкирская АССР (лесостепные и степные районы), Западная Сибирь, Кара-Калпакская АО; 1932 год — Саратовская область, Казахстан; 1935 год — восточный склон Южного Урала, 1936 год — Башкирская АССР (Белебеевская лесостепь).
Осенью 1934 года Крашенинников получил степень доктора биологических наук без защиты диссертации, в декабре 1939 года — звание профессора.
Ипполит Михайлович Крашенинников скончался 27 октября 1947 года в городе Ленинграде, ныне город Санкт-Петербург.

## Награды и звания
- Заслуженный деятель науки РСФСР, 1947 год
- Орден Трудового Красного Знамени, 10 июня 1945 года
- Медаль «За оборону Ленинграда»
- Медаль «За доблестный труд в Великой Отечественной войне 1941—1945 гг.»
- Медаль Московского общества любителей естествознания, антропологии и этнографии, 1913 год
- Серебряная имени Н. М. Пржевальского, Русское географическое общество, 1926 год

## Научные работы
Всего опубликовал около 100 работ, посвященных различным вопросам физической и ботанической географии и вопросам связей в развитии формы и растительности с эволюцией ландшафтов в их целом.
- Крашенинников И. М. Хороводные и плясовые песни казачьего посёлка Сосновка Челябинского уезда Оренбургской губернии. — М., 1904. — 17 с.[4]
- Ипп. М.и В. М. Крашенинниковы. Сосновые боры Челябинского уезда. — СПб.: типо.-лит. «Герольд», 1905. — 10 с.[5]
- Крашенинниковъ И. М. Къ характеристикѣ ландшафтовъ Восточного Забайкалья. — М.: типо.-лит. т-ва И. Н. Кушнеревъ и Кo, 1913. — 105 с.[6]
- Крашенинников И. М. К тектонике Челябинского гранитного массива. — Юрьев: тип. К. Маттисена, 1914. — 28 с.[7]
- Крашенинников И. М. Киргизские степи, как объект ботанико-географического анализа и синтеза. — М., 1923. — 31 с.[8]
- Крашенинников И. М. Растительный покров Киргизской республики. — Оренбург, 1925. — 106 с.[9]
- Крашенинников И. М., Ильин М. М. Геоботанический очерк горной части Стерлитамакского кантона Башкирской республики. — Л.: Башкирск. нар. ком. зем., 1926. — 56 с.[10]
- Крашенинников И. М. Из истории развития ландшафтов Южного Урала. — Л.: Башкирский нар. ком. зем., тип. Главн. ботан. сада, 1927. — 28 с. — 1000 экз.[11]
- Крашенинников И. М. Ч. 1 // Физикоггеографические районы Южного Урала. — М.—Л.: Изд-во Акад. наук СССР. Напеч. в Мск., 1939. — 110 с. — 750 экз.[12]
- Опыт филогенетического анализа некоторых евразиатских групп рода Artemisia в связи с особенностями палеогеографии Евразии. 1946.
- Крашенинников И. М. Географические работы. Урал и Приуралье — Сибирь и Средняя Азия / Сост., ред. и вступит. статья, с. 3—25, А. И. Соловьёва. — М.: Географгиз, 1951. — 600 с. — 5000 экз.[13]
- Крашенинников И. М. Географические работы. Урал и Приуралье — Сибирь и Средняя Азия / Подготовка к изд. и вступит. статья, с. 3—24, чл.-кор. АПН РСФСР А. И. Соловьёва. — 2-е изд.. — М.: Географгиз, 1954. — 612 с. — 3000 экз.[14]
- Роль и значение ангарского флористического центра в филогенетическом развитии основных евразиатских групп Польшей подрода Euartemisia. 1958.

## Память
В Музее землеведения МГУ (на 24 этаже Главного здания) установлен бюст И. М. Крашенинникова, скульптор М. Б. Айзенштат.
Род и некоторые виды растений, названные в честь И. М. Крашенинникова:
- Hippolytia Poljakov, 1957
- Acanthophyllum krascheninnikovii Schischk., 1936
- Artemisia hippolyti Butkov, 1941
- Astragalus krascheninnikovii Kamelin, 1981
- Brachanthemum krascheninnikovii Rubtzov, 1949 [≡ Cancriniella krascheninnikovii (Rubtzov) Tzvelev, 1961 — Канкриниелла Крашенинникова]
- Carex krascheninnikovii Kom. ex V.I.Krecz., 1941
- Gypsophila krascheninnikovii Schischk., 1932
- Juno hippolyti Vved., 1941 [≡ Iris hippolyti (Vved.) Kamelin, 1981]
- Jurinea krascheninnikovii Iljin, 1924
- Lepidolopha krascheninnikovii Kovalevsk. & Safral., 1984
- Minuartia krascheninnikovii Schischk., 1937
- Oxytropis hippolyti Boriss., 1936 — Остролодочник Ипполита
- Plantago krascheninnikovii Ye.V.Serg., 1961 — Подорожник Крашенинникова
- Rubia krascheninnikovii Pojark., 1958
- Senecio krascheninnikovii Schischk., 1953
- Tanacetum krascheninnikovii Nevski, 1937 [≡ Tanacetopsis krascheninnikovii (Nevski) Kovalevsk., 1962]
- Vicoa krascheninnikovii Kamelin, 1976 [≡ Pentanema krascheninnikovii (Kamelin) Czerep., 1981]

## Семья
- Отец, Михаил Николаевич Крашенинников (1848, Челябинск — конец 1920-х, Харбин), русский купец, Городской голова Челябинска (1885—1888), купец 2-й гильдии (1905—1913), потомственный почётный гражданин (с 1913).
  - Сестра, Вера Михайловна (в замужестве Криштафович; 16 (28) августа 1887 года, Челябинск — ?), ботаник, переводчик научных трудов зарубежных ботаников, жила в Ленинграде.